# Meligethes flavimanus
Meligethes flavimanus is een kever behorend tot de glanskevers. Hij leeft olignofaag op Rosaceae. De kever heeft een lengte van 2 tot 4 mm. Larven en imagines leven in de bloemknoppen en bloemen.